# Ichi zabójca
Ichi the Killer (jap. 殺し屋１ Koroshiya Ichi) – japoński film z 2001 roku w reżyserii Takashiego Miike, będący adaptacją mangi Hideo Yamamoto. Zdjęcia kręcono w Tokio.

## Fabuła
Anjo, boss yakuzy Kakihary (Tadanobu Asano) zostaje zamordowany w okrutny sposób, a z jego pokoju ginie 300 milionów jenów. Ślady po jego morderstwie zostają starannie ukryte. Kakihara chce znaleźć szefa, zaczynając śledztwo od torturowania Suzukiego (Susumu Terajima) członka konkurencyjnego gangu. Człowiek okazuje się być niewinny, a Kakihara w zadośćuczynieniu odcina sobie kawałek języka i ofiarowuje go bossowi gangu Funaki. Ostatecznie, Kakihara opuszcza gang z grupą wiernych mu ludzi i z nimi kontynuuje poszukiwania bossa Anjo. Dowiaduje się, że odpowiada za to tytułowy Ichi (Nao Omori), w rzeczywistości zwykły chłopak manipulowany przez tajemniczego Jijii (Shin’ya Tsukamoto).

## Obsada
- Tadanobu Asano jako Kakihara
- Nao Omori jako Ichi
- Shin’ya Tsukamoto jako Jijii
- Alien Sun jako Karen
- Susumu Terajima jako Suzuki z gangu Funaki
- Shun Sugata jako Takayama z gangu Anjo
- Toru Tezuka jako Fujiwara
- Yoshiki Arizono jako Nakazawa
- Kiyohiko Shibukawa jako Ryu Long
- Satoshi Niizuma jako Inoue